# István Sándorfi

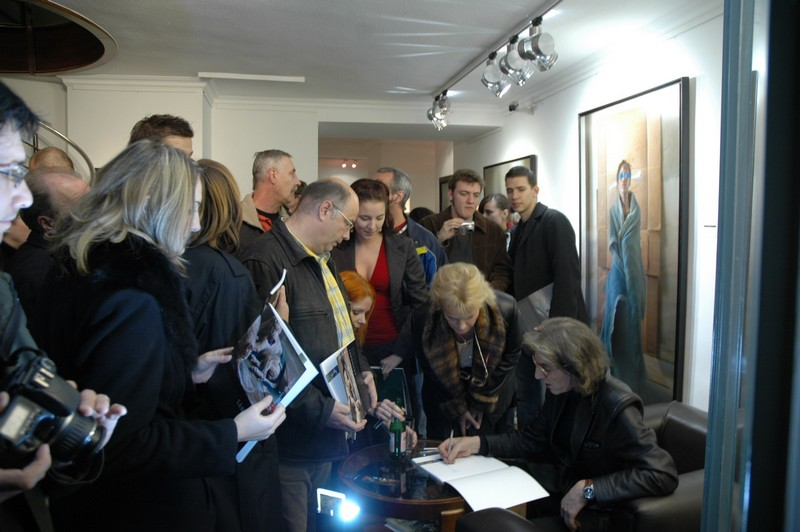
István Sándorfi mentre firma i cataloghi durante la sua personale a Budapest, nel novembre 2006.

István Sándorfi, noto anche come Étienne Sandorfi (Budapest, 12 giugno 1948 – Parigi, 26 dicembre 2007), è stato un pittore ungherese naturalizzato francese, appartenente alla corrente iperrealista.

## Biografia
Figlio del direttore dell'IBM ungherese, dopo la guerra István Sándorfi venne deportato con la famiglia in un villaggio, dal momento che il padre fu vittima delle epurazioni della neonata (1949) Repubblica Popolare d'Ungheria, finendo sotto arresto e infine condannato a morte.
Scarcerato nel 1955 il padre grazie alla ventata democratica determinata dall'avvento al potere di Imre Nagy, tutta la famiglia Sándorfi approfittò della rivoluzione ungherese del 1956 per espatriare, trovando rifugio dapprima nell'Austria neutrale e nella Repubblica Federale Tedesca e quindi in Francia, dove si stabilì definitivamente nel 1958.
Segnato dalla violenza di cui era stato testimone e più in generale dalle aberrazioni dei sistemi politici che aveva sperimentato direttamente, Sándorfi trovò una forma di sollievo e consolazione dedicandosi al disegno e, a partire dal 1960, alla pittura a olio.
L'arte divenne così il filo conduttore della sua vita: già da adolescente István (o Étienne, com'era chiamato in Francia) cominciò a mantenersi, almeno in parte, vendendo schizzi e disegni a compagni o professori.
Si iscrisse per esortazione paterna all'École nationale supérieure des beaux-arts e l'École nationale supérieure des arts décoratifs, entrambe a Parigi, dalle quali, a suo dire, non apprese nulla. La scarsa frequenza ai corsi non gli impedì tuttavia di diplomarsi con ottime valutazioni.
Nel 1966, quando entrò alle Beaux-Arts, aveva già all'attivo una prima esposizione personale alla Galerie des jeunes, a Parigi.

## Il successo artistico
Nei suoi primi anni Sandorfi si dedicò soprattutto inizialmente agli autoritratti.
Nel 1973, un'esposizione al Musée d'art moderne de la Ville de Paris contribuì a fare di Sandorfi un talento in ascesa dell'iperrealismo, anche se l'artista rifiutò sempre di riconoscersi in quel movimento e si definì «semplicemente realista». Il suo stile pittorico, che inglobava sia la tecnica iperrealista della meticolosità "fotografica" sia elementi tipici del surrealismo, fu accolto favorevolmente dalla critica
Per oltre trent'anni Sandorfi presentò le proprie tele in numerose personali allestite presso autorevoli gallerie europee e statunitensi. Nell'ottobre del 1979 partecipò con un'esposizione individuale al sesto Foire internationale d'art contemporain a Parigi.
Sándorfi divenne un artista di fama internazionale Le sue provocanti e provocatorie figure drappeggiate e le sue nature morte sono oggi custodite in collezioni private e pubbliche quali il Centro Georges Pompidou o il già citato Musée d'art moderne a Parigi, la Kunsthalle di Norimberga o il Taiwan Museum of Art.
Dopo le varie mostre in Francia, Germania, Belgio e Stati Uniti, proprio negli ultimi due anni di vita, Sándorfi accettò l'invito a esporre in Ungheria. Qui, una "trionfale" personale alla Erdész-Maklári Galéria di Budapest nel novembre 2006 contraddistinse il ritorno in patria dell'artista, non privo di risvolti emotivi; dal 12 aprile al 3 giugno del 2007, poi, il MODEM Modern és Kortárs Müvészeti Központ (Centro per le Arti Moderne e Contemporanee) di Debrecen scelse le opere di Sandorfi per la propria inaugurazione, presentando A test színeváltozása ("La trasfigurazione del corpo"), una retrospettiva della sua attività artistica.
István Sándorfi morì poco dopo, sul finire del 2007, a Parigi.

## Onorificenze
Sandorfi fu decorato in Francia con l'Ordre des arts et des lettres.